# Grač'ja Petikjan
Grač'ja Vaganovič Petikjan (in armeno Հրաչյա Պետիկյան? in russo Грачья Ваганович Петикян?; Erevan, 23 febbraio 1960) è un ex tiratore a segno armeno.

## Palmarès

### Olimpiadi
- 1 medaglia:
  - 1 oro (Barcellona 1992 nella carabina 50 metri tre posizioni[1])